# Museum Wahanarata
Museum Wahanarata (voorheen Museum Kareta Karaton, Nederlands: Koetsenmuseum) is een in 1985 geopend museum met een collectie koetsen in de Indonesische stad Yogyakarta.

## Huisvesting
Het museum is gehuisvest in het voormalige koetshuis van het kraton van Yogyakarta. Op 18 juli 2023 werd het museum door sultan Hamengkubuwono X heropend na een renovatie. Hierbij zijn de voormalige stallen bij het museum zijn betrokken ten behoeve van multimediale tentoonstellingen en een restauratieruimte.

## Collectie
De collectie bestaat uit 21 historische statiekoetsen die gebruikt zijn door de sultan en zijn gevolg. De collectie omvat onder meer de Gouden koets en de Kanjeng Nyai Jimat, een door de VOC geschonken koets.